# Horisme riedingeri
Horisme riedingeri är en fjärilsart som beskrevs av Lederer 1933. Horisme riedingeri ingår i släktet Horisme och familjen mätare. Inga underarter finns listade i Catalogue of Life.